# 巴恩斯頓 (內布拉斯加州)
巴恩斯頓（英語：Barneston）是位於美國內布拉斯加州蓋奇縣的村。

## 人口
根據2020年美國人口普查的數據，巴恩斯頓的面積為0.64平方千米，皆為陸地。當地共有人口90人，而人口密度為每平方千米141人。